# Bükkfalva

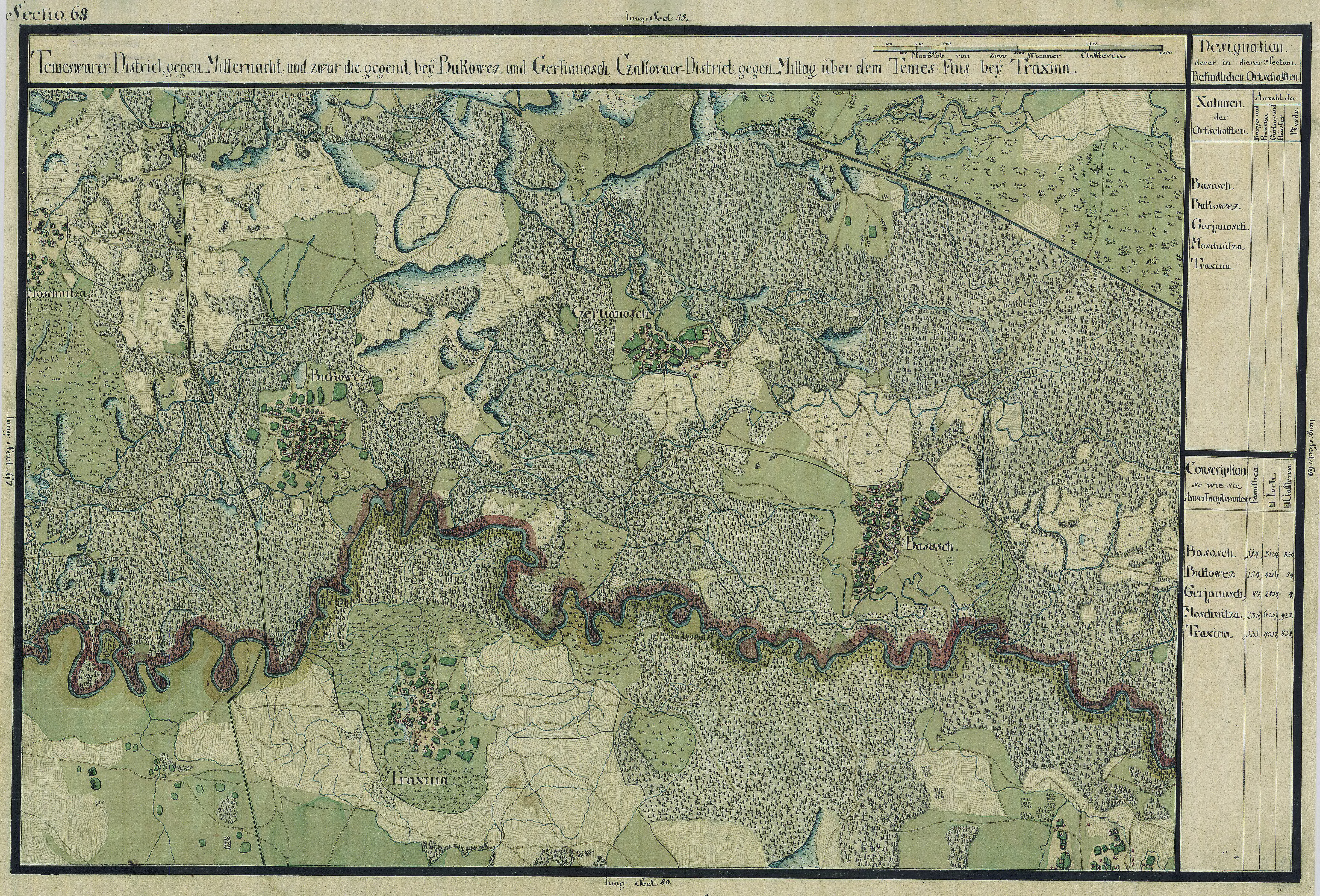
Bükkfalva egy régi katonai térképen

Bükkfalva (románul: Bucovăț) település Romániában, a Bánátban, Temes megyében.

## Fekvése
Temesvártól keletre, a Temes folyó és a Béga csatorna közt, Temesremete, Bázos, Temesfalva és Mosnica között fekvő település.

## Története
Temesremete és Bükkfalva között helyezkedett el Sásvár középkori település, amely a török hódoltság alatt elpusztult.
Bükkfalva neve az 1723-1725. évi gróf Mercy-féle térképen Bukuva néven fordul elő először. 1808-ban Bukovecz, Bukovec, 1851-ben Bukovecz néven írták.
1782-ben Remetei Kőszeghy János vásárolta meg a kincstártól, majd fiúsított leányára Juditra szállt, kitől fia Achill örökölte. 1874-ben gróf Dessewffy Kálmán vásárolta meg, tőle pedig 1877-ben Dessewffy Miklósra és a Dessewffy családra szállt.
A község régi kúriáját még a Deschan-család, az új kastélyt pedig 1898-ban gróf Serényi Jánosné építtette.
1910-ben 1614 lakosából 1151 román, 334 magyar, 57 német, 57 cigány volt. Ebből 1210 görögkeleti ortodox, 344 római katolikus, 25 görögkatolikus,  volt.
A trianoni békeszerződés előtt Temes vármegye Temesrékasi járásához tartozott.
2007-ben vált községközponttá, azelőtt Temesremete községhez tartozott.

## Nevezetességek
- A falutól északra mintegy 150-200 méterre található újkőkorszaki tell a romániai műemlékek jegyzékében a TM-I-s-B-06054 sorszámon szerepel[1]
- Deschan-Serényi-kastély